# Арно Доріан
Арно Віктор Доріан (фр. Arno Victor Dorian) — вигаданий персонаж серії відеоігор Assassin's Creed компанії Ubisoft. Він є головним героєм гри Assassin's Creed Unity 2014 року, в якій його зображує канадський актор Ден Жаннот за допомогою зйомки перформансу, а озвучує Годфруа Редінг у дитинстві. Серед інших появ персонажа — роман «Unity», також випущений у 2014 році; мобільна назва 2017 року Assassin's Creed Unity: Arno's Chronicles як головний гравець; а також епізодичні ролі в грі Assassin's Creed Rogue 2014 року та екранізації серіалу 2016 року.
В рамках альтернативної історії серіалу Арно народився у франко — австрійській дворянській родині, яка довгий час була вірною Братству ассасинів, вигаданій організації, натхненній реальним Орденом ассасинів . Арно залишився дитиною сиротою після вбивства його батька, що призвело до того, що його усиновила родина де ла Серр, яка таємно є членами Ордену тамплієрів, смертельними ворогами асасинів, у свою чергу натхненними військовими тамплієрами . порядок. Романтичні стосунки між Арно та його подругою дитинства Елізою де ла Серр є центральними в історії Unity, події якої розгортаються, коли вбивають батька Елізи. Арно вирішує розслідувати причину вбивства та приєднатися до Асасинів на початку Французької революції .
Персонаж був неоднозначно сприйнятий критиками: деякі рецензенти критикували Арно як нудного і не особливо запам'ятовуваного як головного героя серіалу, тоді як інші хвалили його як приємного персонажа з цікавою передісторією.

## Створення та розвиток
Сценарист Тревіс Стаут, який написав історію для одиночної кампанії Unity, пояснює, що Арно Доріан є головним героєм, який постійно ставить під сумнів легітимність і систему переконань Братства вбивць. Він створив Арно як «дуже добре освіченого молодого чоловіка, вихованого в знатній родині, з доступом до репетиторів і книг, і тому дуже начитаного», і що він має схильність використовувати гумор, щоб відвернути увагу, коли він емоційно вразливий, і зазвичай цитує класичні тексти, коли з'являється нагода. Стаут стверджував, що він «дуже старався» розробити цікавого персонажа, який би відчував себе справжньою людиною, «повною протилежністю звичайним сивим крутим хлопцям, що пишають однострочні слова, яких геймери звикли бачити в бойовиках і фільмах». Він звернувся до конкретного написання імені персонажа та пояснив, що окрім того факту, що фонетичне написання полегшує його вимову, насправді це старіша французька/німецька варіація, яка є менш поширеною, ніж більш традиційне французьке Арно . Стаут обґрунтовує це ім'я сімейною історією Доріан, пояснюючи, що сім'я Арно «дуже стара, і вони були асасинами дуже довго, тому ми хотіли дати йому трохи більш застаріле ім'я».
В інтерв'ю Game Informer креативний директор Unity Алекс Амансіо пояснює конфлікт між аркою персонажа Арно та метою Елізи помститися. Амансіо підкреслив, що Арно приєднується до Асасинів із прихованою метою розгадати таємницю смерті батька Елізи. Зрештою Арно починає вірити в інтереси асасинів і те, що вони відстоюють, він все ще постійно сумнівається в їхніх методах і відмовляється сліпо слідувати їхнім цінностям, особливо тому, що людина, яка його виховала, і батько його любові є тамплієром. Амансіо пояснив, що обидва персонажі мають однакову мету, хоча їх відправна точка базується на різних причинах: у той час як Елізою керує суто помста за вбивство її батька, Арно прагне спокути та намагається з'ясувати, чому це взагалі сталося.
Амансіо сказав, що команда розробників хотіла підкреслити зв'язок між Елізою та Арно, і що Ubisoft давно хотіла відобразити у відеогрі серйозну та зрілу історію кохання. Амансіо стверджував, що команда розробників побачила можливість розробити цей сюжет для восьмого покоління ігрових консолей . Амансіо зауважив, що історії кохання «у відеоіграх завжди важка річ, тому що зрештою вони можуть дуже легко стати дотичним», і що, сприймаючи Елізу як тамплієра та роблячи це основною частиною її ідентичності, це є частиною справжнього персонажа боротьбу та запобігає тому, щоб вона стала «бі-сюжетом або дотичною». Натхнення було знайдено у відеоіграх 2000-х років, таких як Ico та Passage, які також зображують нюанси любовних історій у своїх розповідях. Амансіо зазначив, що обидва зв'язані законами своїх відповідних організацій, які є смертельними ворогами один одного, і оповідь досліджує їхні різні способи підходу до ситуації, і що «чим ближче Арно наближається до Елізи та її методів, тим більше він відійде від асасинів та їхніх методів. Зрештою, їхня мета — отримати щось, і це дійсно те, що кожен з них готовий зробити, щоб досягти цієї мети». Амансіо описує дилему, з якою стикається Арно, коли справа доходить до вибору між коханням і обов'язком, як «неможливий вибір».
Амансіо пояснив, що Арно не бере особливої політичної участі у Французькій революції, а ідеали та екстремізм історичного періоду лише створюють переконливий фон для його особистої боротьби. Цілі Арно з Асасинами збігаються в тому, що вони намагаються запобігти непотрібній або безглуздій смерті; як пояснив Амансіо, французькі вбивці «намагаються запобігти вибуху енергії, але вони намагаються якомога менше залучатися, тому що вони також вірять, що людям доведеться повторити свої помилки знову. Однак вони стурбовані тим, що хтось може смикати за ниточки, тому вони намагаються з'ясувати, хто це такий і чого вони намагаються досягти».
Стиль бою Арно передбачає плавне виконання його цілей. Він здатний швидко підбігти до ворога, вибити йому ноги з-під нього та проколоти груди фірмовим прихованим клинком асасинів. Арно також має у своєму розпорядженні нову зброю, як-от Phantom Blade, насадку, схожу на арбалет, яка додає снарядний механізм для його Hidden Blade і ідеально підходить для непомітних вбивств або вбивств на великій відстані. Завантажуваний пакет вмісту Dead Kings також представляє Guillotine Gun, сокиру, яка також функціонує як гранатомет або blonderbuss з великою атакою, яка вражає кількох ворогів одночасно.

### Проектування
Ден Жаннот забезпечує захоплення руху та виконання голосу для Арно Доріана в Unity. Жаннот похвалив сценарію та сценариста Unity за складну та емоційну історію, яка спочатку привернула його до проекту. Жаннот описав Арно як привабливого і гідного захоплення, який використовує гумор як механізм захисту або подолання у формі різких зауважень або саркастичних однострочків. Жаннот зазначив, що Арно є скептиком, який завжди ставить під сумнів все про Братство вбивць, включаючи їхню справу та те, як вони діють, і що різка особистість Арно та його схильність порушувати законні запитання є необхідними у відеогрі, де існує необхідна кількість призупинення недовіра до того, щоб сюжет мав сенс.
Хоча дія Unity відбувається в Парижі з багатьма французькими символами, їхні репліки англійською мовою не подаються з французьким акцентом. Як і інші персонажі в Unity, Жаннотт використовувала британський акцент для Арно, з порівняно невеликою кількістю діалогів або слів французькою мовою. Жаннотт пояснив, що хоча команда розробників розглядала французькі акценти під час обговорень, остаточне рішення було прийнято «з використанням кінематографічної зарозумілості історичних британських акцентів, як у фільмі „Гладіатор“». Жаннот вважав, що це було доцільно, оскільки він особисто не вірив, що англійська мова з французьким акцентом виглядає такою ж «крутою», як британський акцент, і стверджував, що це звичайне явище в кінематографічних зображеннях іншомовних обстановок англійською мовою.
Жаннот підрахував, що сценарій для основної сюжетної лінії Unity має становити від 350 до 400 сторінок, що виключає діалоги для додаткових місій; для порівняння, типовий сценарій фільму зазвичай займає щонайбільше 120 сторінок. Сценарій для звукових ефектів, таких як однострокові дотепи або бурчання, коли персонажа гравця отримують удари, займатиме приблизно 60 сторінок. Жаннотт сказав, що не було багато можливостей для імпровізації на місці у формі створення нових або імпровізованих реплік, хоча він досить добре розумів персонажа і мав власні інтерпретації того, як персонаж буде реагувати в конкретних умовах. Він зазначив, що продюсери відкриті до співпраці з акторами озвучування та охоче сприймають відгуки про можливі зміни діалогової лінії чи руху певним чином.
Для захоплення руху персонажа Жаннотт одягла костюм із світловідбиваючими маркерами, а також шолом із камерою та мікрофоном. Він виступав у студії, обладнаній великою кількістю камер, які фіксували рух під різними кутами; коли він розігрує сцену, його рухи також будуть супроводжуватися кількома портативними камерами та стрілами. Він нагадав, що до шолома для захоплення обличчя потрібен час, щоб звикнути, і йому довелося дізнатися, які дії можливі чи неможливі в рамках пристрою. Для романтичної сцени з поцілунками між його персонажем і іншим він репетирував її один раз зі своїм партнером по сцені без шоломів, щоб вони могли зрозуміти, якою була ця сцена, і зрозуміти правильний емоційний тон для неї. Вони відтворювали сцену в шоломах на голові, але стоячи далеко один від одного. Жаннот дійшов висновку, що це «таке задоволення» мати можливість носити костюм для захоплення руху як засіб «фізично втілити персонажа», що допомогло йому краще виконувати репліки.

## Поява

### Assassin's Creed Unity
Арно — головний герой відеогри Assassin's Creed Unity 2014 року. Відповідно до історії серіалу, він народився у Версалі, Французьке королівство, у 1768 році в сім'ї Чарльза Доріана, французького вбивці, та його австрійської дружини Марі. Мати Арно покинула сім'ю, коли він був маленькою дитиною, дізнавшись про зв'язки Чарльза, залишивши його виховувати Арно самостійно. Подібно до інших героїв у серії Assassin's Creed, спогади про його життя та подвиги як асасина досліджуються іншим героєм сучасної епохи за допомогою пристрою, здатного відтворити генетичні спогади історичної особи за допомогою зразків ДНК.
Під час відвідування Версальського палацу зі своїм батьком, коли йому було вісім років, Арно тиняється з дівчиною, яку він щойно зустрів, Елізою де ла Серр. Через кілька хвилин Арно виявляє, що його батька вбили, і цінує останнє, що залишилося від нього — золотий кишеньковий годинник. Тепер осиротілий, він прийнятий сім'єю де ла Серр як підопічний. Глава родини, Франсуа де ла Серр, є великим магістром французького обряду Ордену тамплієрів, але з поваги до пам'яті Чарльза Доріана він ніколи не повідомляє Арно про справжню приналежність свого батька чи обставини його смерті. Арно зближується зі своєю новою родичою, зокрема з Елізою, в яку він закохується пізніше в житті, але знову змушений зіткнутися зі смертю, коли Франсуа вбивають у 1789 році. Обвинуваченого у вбивстві Арно заарештовують і відправляють до Бастилії, де він подружився зі своїм товаришем по в'язню П'єром Беллеком. Особисто знаючи Чарльза Доріана та визнаючи потенціал Арно, Беллек навчає його битву на мечах і запрошує приєднатися до Братства ассасинів після того, як вони обидва втечуть під час штурму Бастилії.
Після того, як Еліз відмовила йому за те, що вона не змогла передати повідомлення, яке могло б запобігти смерті її батька, Арно розглядає пропозицію Белека та приєднується до Братства, щоб помститися за смерть Франсуа. Протягом наступних п'яти років Арно шукає спокути, вбиваючи різних тамплієрів, залучених до змови, яка призвела до вбивства його прийомного батька. Однак його методи часто суперечать наказам Ради ассасинів, які починають сумніватися в його вірності своїй справі. Під час свого розслідування Арно зрештою розкриває особу тамплієра на чолі змови: Франсуа-Тома Жермена, лідера радикальної фракції в Ордені, який має намір продовжити роботу Жака де Моле . Дізнавшись, що Жермен має намір убити Елізу, Арно захищає її і переконує шукати союзу з Братством. Беллек, який виступає проти цієї ідеї через свою сильну ненависть до тамплієрів, вбиває наставника асасинів, Оноре Габріеля Рікеті, графа де Мірабо, щоб перешкодити альянсу, що призводить до протистояння Арно та вбивства Беллека на вершині Сент-Шапель.
Наприкінці Французької революції та на початку правління терору Арно працює з Елізою за спиною Ради вбивць, щоб полювати на Жермена та його решту співзмовників. Альтернативне представлення Unity історичних подій свідчить про те, що Арно був особисто причетним до кількох визначних подій, що відбулися в цей період часу, таких як страта Людовика XVI і арешт Максимільєна Робесп'єра, а також дружба з Наполеоном Бонапартом . Після того, як Арно дозволяє Жермену втекти під час протистояння, щоб врятувати Еліз, остання знову відкидає його і кидає його, щоб помститися самостійно. Крім того, рада дізнається про його діяльність і виключає його за непокору. В результаті Арно впадає в п'яну депресію, але переконаний врятувати Паріс після того, як Еліз повертається за ним. Обидва працюють разом, щоб убити Жермена в катакомбах під Паризьким храмом, але під час бою Еліз смертельно поранена. Кінець Unity, який хронологічно відбувається роками пізніше, повертає Арно в Братство, розповідаючи про те, як змінилося його розуміння Кредо вбивці, і обіцяючи продовжувати захищати Париж.
Пакет розширення Dead Kings для Unity розповідає про досвід Арно після смерті Еліз. Спочатку він впадає в депресію і більше не хоче бути вбивцею, відмовляючись діяти, коли дізнається, що Наполеон планує забрати могутній Фрагмент Едему з катакомб Сен-Дені. Однак за підтримки хлопця на ім'я Леон він примиряється зі своїм минулим і відновлює свою рішучість, знаходячи щось інше, за що можна боротися, окрім Еліз. За допомогою Леона Арно забирає Фрагмент Едему раніше, ніж зрадливий капітан Наполеона, і відправляє її до єгипетського Братства асасинів на безпечне зберігання.

### Інші появи
Арно з'являється в романі «Єдність» як співголовний герой разом з Елізою.
Молодий Арно з'являється у Версальському палаці під час фіналу Assassin's Creed Rogue, у якому гравці керують вбивцею Чарльза Доріана, тамплієром Шаєм Патріком Кормаком, який став асасином. Одяг вбивці Арно можна розблокувати в Rogue. Ремастеризована версія Assassin's Creed III також має одяг, присвячений Арно, хоча він не схожий на остаточний дизайн, який можна побачити в Unity.
Арно з'являється в епізодичній ролі в живому фільмі Assassin's Creed 2016 року як привид, з яким стикається персонаж Майкла Фассбендера Каллум Лінч. Новелізація фільму підтверджує, що Арно є предком Лінча.
Арно — персонаж гравця Assassin's Creed Unity: Arno's Chronicles, мобільної гри 2017 року з бічним прокручуванням, випущеної для серії смартфонів Huawei Honor. Гра приблизно дотримується тієї ж сюжетної лінії, що й Unity.

## Просування та мерчандайз
Як і інші головні герої серіалу, Арно Доріан був предметом торгівлі. Статуетка Арно заввишки 16 дюймів входить у комплект колекційного видання Unity. Подоба Арно разом із п'ятьма іншими героями серії була використана для лінійки винних етикеток із символічною тематикою в рамках спільної співпраці між Ubisoft і виноробом Lot18 ; повна назва його лейбла — «2017 Arno Dorian Qualitätswein Niederösterreich Zweigelt», що натякає на австрійську спадщину персонажа. Винні етикетки описують персонажа, який намагається знайти свій шлях у світі, і його часто неправильно розуміють, незважаючи на його чисті наміри.

## Рецепція
Загальний критичний прийом Арно був неоднозначним. Кімберлі Уоллес з Game Informer сказав, що Арно — це «безглуздий тип із гострим розумом, але він не вагається бути жорстоким», і зауважив, що як вбивця «він піде на вбивство, коли цього вимагатиме ситуація, і оскільки він

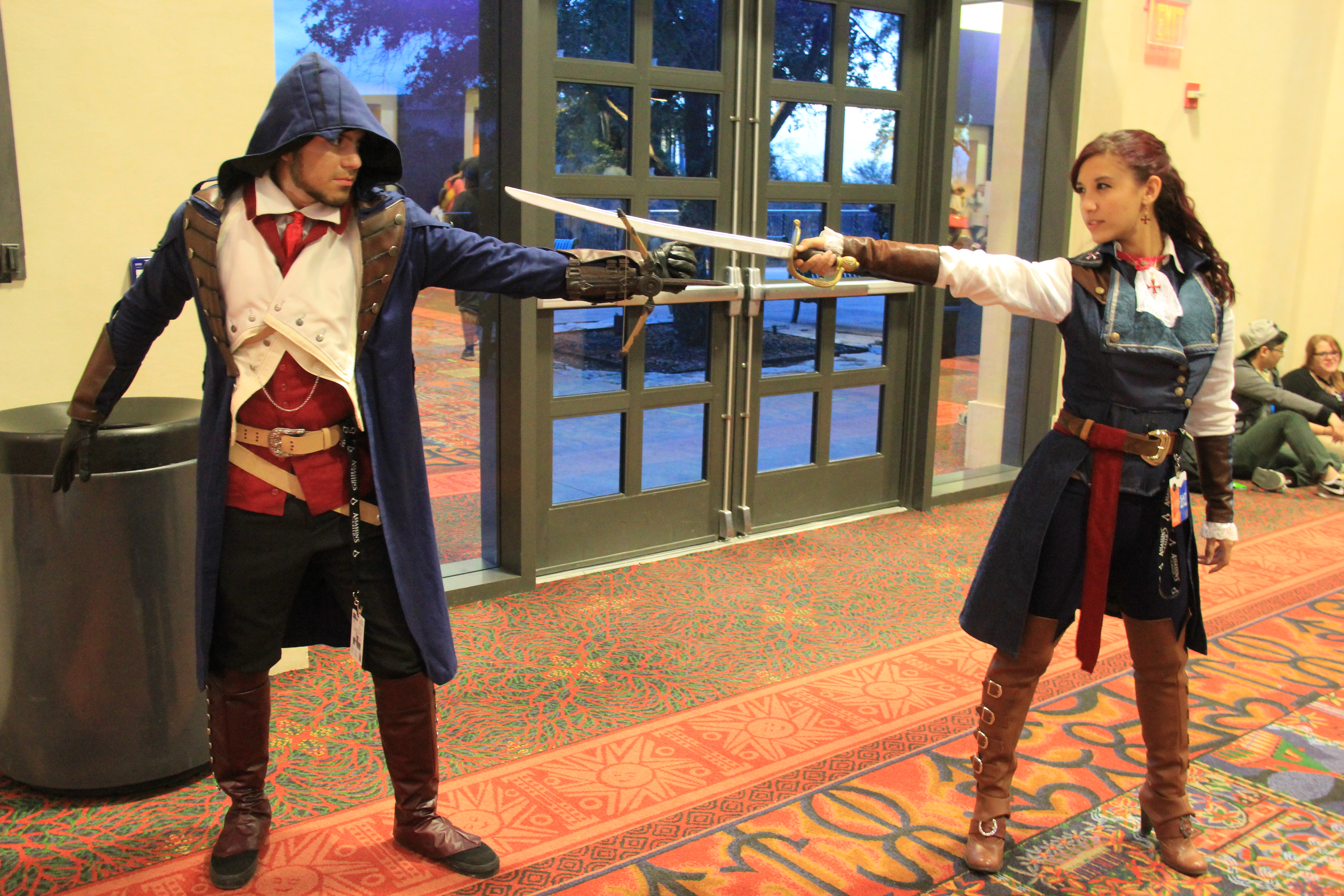
Косплеєри відтворюють сцену протистояння між Арно та Еліз.

використовує лише один клинок, він стає креативним, особливо коли стикається з кількома ворогами». Вона стверджувала, що незважаючи на тактику Арно, він «наскільки симпатичний хлопець», і стверджувала, що це «єдиний коментар, який з'явився найбільше, оскільки все більше людей в Ubisoft тестують гру» до її запуску в листопаді 2014 року. і зауважив, що оскільки його світ сповнений «відтінків сірого», це змушує його сумніватися у всьому, від своїх союзників до жінки, яку він кохає. Бренна Хілліер похвалила розповідь в Unity як справжню історію через те, що вона зосереджена на особистій подорожі персонажів, на відміну від безглуздого контенту, створеного сценаристами гри, щоб відповідати існуючому набору місій і побічного вмісту. Вона зазначила, що характер Арно добре прописаний, і він має чіткі цілі та мотивацію для своїх дій. Кріс Картер із Destructoid вважає, що Арно «не такий запам'ятовується, як Еціо, чи такий спритний, як Едвард», але, тим не менш, симпатичний і правдоподібний персонаж з точки зору того, як він пов'язаний з оповіддю. Пишучи для The New York Times, Стівен Тотіло зауважив, що гравці Unity більше не мають моральної впевненості, яка виправдовує зусилля їхнього персонажа, як у багатьох інших відеоіграх, і що зарозумілість вільнодумного вбивці, який час від часу перетинає несправний порядок, до якого він приєднався насамперед для тамплієра, який він любить, це «відповідний сюжет для гри, що відбувається в Парижі під час Французької революції, яка сама по собі є драмою ідеалів, що похитнулися». Том Філліпс з Eurogamer також похвалив продовження розвитку персонажа Арно після закінчення основної сюжетної лінії, представленої в DLC Dead Kings.
Навпаки, інші рецензенти вважали сюжетну лінію Арно та роман з Елізою незабутніми. У своїй рецензії на «Unity для Котаку» Тотіло виявив, що Арно — нудний персонаж, «єдиною цікавою рисою особистості якого є те, що він закоханий у жінку, яка є тамплієром». Ендрю Вебстер з The Verge визнав його «неймовірно неприємним лідером» і порівняв його з головним героєм Watch Dogs Ейденом Пірсом. Він розкритикував персонажа за те, що він «загалом не має характерних рис, що запам'ятовуються, окрім того факту, що він соціопат-вбивця». Вебстер привернув увагу до сцени, де він пішов на вбивство просто для того, щоб Арно міг «вкрасти трохи вина і випити», без жодних ознак того, що після цього він висловив каяття, окрім того, що був злий через те, що його годинник вкрали, коли він втратив свідомість від пиття. І Еліз Февіс з The Washington Post, і Марті Сілва з IGN критикували Арно як «одновимірного» персонажа, який не привніс нічого нового з точки зору ігрової механіки. Енді Келлі з PC Gamer зауважив, що Арно починає з сильної передісторії, але поступово стає менш цікавим як персонаж із розвитком розповіді Unity, оскільки він поступово приймає свою ідентичність як Вбивця. Персонаж з'являється в кількох рейтингових списках «найкращих персонажів» героїв серії Assassin's Creed із загалом низькими місцями.
Відсутність у Арно французького акценту викликала негативний прийом. У своєму огляді Unity для The Globe and Mail Пітер Новак був збентежений тим фактом, що всі французькі персонажі Unity розмовляли з британським акцентом, і вважав це найгіршим аспектом гри. Сілва розкритикував рішення використовувати британські акценти для типово французьких персонажів, таких як Арно та Наполеон, як «абсолютно незрозуміле та захоплююче». Учасники австралійської телевізійної програми Good Game виробництва Австралійської телерадіомовної корпорації (ABC) мали схожу реакцію та звернули увагу на те, що Ubisoft є французькою компанією, а ще один герой серіалу Еціо Аудіторе розмовляє з італійським акцентом у попередніх частинах серіалу. серія відеоігор. Учасники дискусії дійшли висновку, що хоча Жаннот чудово виконав роль актора Арно, французький акцент додав би цьому персонажу унікальність. Французький веб-сайт Gameblog висловив розчарування у відповідь на невтішні коментарі Жаннотта щодо розмовної англійської мови з французьким акцентом і наполягав на тому, що використання британського акценту не обов'язково створює кращий слуховий досвід.